# Abbas Beydoun
Abbas Beydoun (nacido en 1945) es un poeta, novelista y periodista libanés. Está considerado una de las voces más destacadas de la poesía árabe contemporánea. 

## Trayectoria
Abbas Beydoun es natural de Tiro, en el sur de Líbano. Tras la invasión de Líbano por las tropas israelíes en 1982, fue detenido y encarcelado sin garantías legales. Cursó estudios en Líbano y en Francia y fue artista invitado del Wissenschaftskolleg de Berlín. Ha ejercido el periodismo y desde 1997 dirige las páginas culturales del diario libanés As-Safir.

## Obra
Abbas Beydoun es autor de una quincena de títulos poéticos, entre los que destacan Poema de Tiro y Un minuto de retraso sobre lo real. 
Las características principales de su obra son la crítica de la elocuencia y la indagación en lo cotidiano. La poesía de Beydoun cuestiona la retórica poética tradicional y dialoga con las artes plásticas (Vermeer, Beuys, Anselm Kiefer) y con la música (Stockhausen). Su principal vehículo de expresión es el poema en prosa. 
Beydoun es autor también de tres novelas. En el terreno crítico, destacan sus conversaciones con Mahmud Darwix. 

## Ediciones en español de su obra
- Abbas Beydoun: Un minuto de retraso sobre lo real, traducción y prólogo de Luz Gómez García, Madrid, Vaso Roto, 2012